# Francesc Jiménez i Bach
Francesc Jiménez i Bach (Vich, 9 de julio de 1944-14 de junio de 2011), conocido como Xesco, fue un artista vigitano reconocido principalmente por sus trabajos fotográficos.

## Biografía
Francesc Jiménez, hijo del fotógrafo vigitano Lluís Jiménez Cerrada y de Montserrat Bach Cutrina, empezó a mostrar gran sensibilidad por el arte desde muy pequeño. Su interés por la fotografía apareció pronto. Trabajaba con su padre, en una tienda en el centro de la capital de Osona, en la cual también se ofrecían servicios de revelado fotográfico. Su proceso de aprendizaje fue absolutamente autodidacta.
El 26 de marzo de 1974 contrajo matrimonio con Montserrat Fernàndez Fortuny y, al heredar la tienda, y ante el crecimiento de la demanda de estos servicios, el matrimonio lo adaptó a un espacio exclusivamente de venta de materiales fotográficos, cine, revelado y también, años más tarde en productora de vídeo. La tienda, Jiménez Fotografía, situada en la Rambla del Paseo n.º 8 en Vich, sigue actualmente en funcionamiento. 
Jiménez en seguida perfeccionó la técnica de revelado y, atraído por una curiosidad innata, inició una etapa de experimentación con el proceso que lo llevó a realizar innovaciones como la impresión sobre soportes inauditos como el aluminio o la madera.
Así, sin dejar menospreciar la fotografía deportiva, documental y profesional, su obra se inclinó hacia la vertiente artística.
Las combinaciones químicas empleadas durante la etapa de revelado las confeccionaba él mismo en la tienda y, en cuanto a su obra, era recurrente que realizara reservas o alteraciones para compensar los contrastes lumínicos perfectamente ejecutados y que conferían un tono a las fotografías que le ha hecho merecer el título de “el fotógrafo de la luz”. La abstención de producir material fotográfico en color, denota una preferencia obvia del fotógrafo por el blanco y negro. En el ámbito compositivo, Jiménez también destaca por la busca de encuadres originales.
Más allá del carácter artístico de la mayoría de sus fotografías, Jiménez también trató la fotografía deportiva y la documentación histórica de la ciudad de Vich.
También fue fotógrafo oficial de diferentes entidades de la ciudad de Vich.
Sin embargo, Jiménez nunca vivió de su obra como fotógrafo. Continuó trabajando en la tienda, que se había convertido en un popular espacio de encuentro por los aficionados y amantes de la fotografía de la comarca, hasta la fecha de su defunción.
El carácter pedagógico de Jiménez atraía un gran público en la tienda, donde se acababan impartiendo de manera extraoficial clases sobre revelado en casa y se generaban tertulias que se acababan traspasando al Casino, de donde surgieron proyectos como el certamen Julius.

## Exposiciones fotográficas

### Xesco Jiménez fotógrafo
El 4 de julio de 2009, el Casino de Vich inauguró la primera exposición sobre Jiménez. Un homenaje en vida a los más de cuarenta años de trayectoria del fotógrafo.

### El fotógrafo de la luz
El 12 de febrero de 2016 se inauguró en el Templo romano de Vich, una segunda exposición, organizada por Anna Jiménez Fernàndez e Irene Jiménez Fernàndez dedicada a Francesc Jiménez titulada “Fotógrafo de la luz”, coincidiendo con la designación de Vich como Capital de la Cultura Catalana (CCC16). La exposición duró hasta el 20 de marzo del mismo año y recibió más de cuatro mil visitantes.

## Legado

### CertamenJulius
El festival Julius, concurso de cortometrajes celebrado anualmente en Vich, se inició como proyecto de un grupo amateur de cineastas entre los cuales se incluían Miquel Bofill, Jordi Crusats, Toni Serrat y Xesco Jiménez. Este comité organizador, autodenominados “Asociación de críticos cinematográficos y cinéfilos de la ciudad de Vich y Comarca, agrupados con el nombre de "Ull Cluc de Clic-Cluc-Clac”, nombre que posteriormente se acortó a “L'Artista”, concibieron las bases, premios, composición del jurado y otros parámetros del certamen después de un debate sobre la película El nombre de la rosa en el Cineclub Vic. La primera convocatoria fue en 1987. Al principio la proyección de las producciones se llevaba a cabo en el Casino de Vich. Los premios del Julius se entregaban a cineastas aficionados locales que producían pequeñas piezas audiovisuales en formato 8, Super8 o 16mm. Xesco Jiménez, más allá de ser uno de los ideólogos del certamen, ofrecía apoyo técnico para revelar y montar las piezas audiovisuales para los concursantes a través de su establecimiento. La primera edición del festival ya acogió en la Sala Modernista del Casino de Vich más de doscientas personas. En la segunda edición se estableció un jurado oficial formato por Miquel Bofill, Andreu Roca, Vicenç Pascual, Anna Palomo, Quim Vilarassa y Joan Cumeras. Además, los premios de esta segunda edición, se materializaron en trofeos diseñados por los alumnos de la Escuela de Artes y Oficios de Vich. Con el aumento de público y la profesionalización del material presentado, la entrega de premios se trasladó en 1992 al Atlántida, Centro de Artes Escénicas de Osona.
El certamen incluye a partir de su décima edición, en 2012, el premio honorífico Xesco Jiménez para alabar la obra del fotógrafo.

### Fondo fotográfico
El ayuntamiento de Vich adquirió el fondo fotográfico de Xesco Jiménez el 28 de julio del año 2020. Una compilación de más de 12.000 negativos que retratan el paso del tiempo en Vich, su vida social y carácter urbano, la arquitectura y los personajes que la transitan. El ayuntamiento encargó la digitalización de este patrimonio histórico para facilitar la conservación. La noticia fue publicada en la versión digital del diario Nación Digital el mismo día.

### Diseño gráfico
En adición a la obra fotográfica, Jiménez diseñó de los logotipos del Club de Esquí Vic, el Club Náutico Vic Sau, y la empresa Garaje Hinojo.